# Josef Khýn
Josef Khýn (1. února 1918 Bezdědice – 25. prosince 1993 Nový Bor) byl český sklářský výtvarník, pedagog a ředitel Střední uměleckoprůmyslové školy sklářské v Kamenickém Šenově.

## Život

### Mládí
Josef Khýn pocházel z početné rodiny 8 dětí a z prostých vesnických sociálních poměrů. Otec Josef Khýn st., narozen roku 1883, pocházel z obce Milovice a byl české národnosti. Otec byl vážně nemocný po útrapách za 1. světové války. Matka Anna za svobodna Schantinová, narozena roku 1895, pocházela z Bezdědic a byla národnosti německé.
Josef Khýn do školy chodil v rodných Bezdědicích. Učil se velmi dobře a proto díky pochopení své matky a pomoci svého strýce přešel na měšťanskou školu v Bělé pod Bezdězem. 4. ročník měšťanské školy absolvoval v roce 1933 jako druhý nejlepší žák.
Josef Khýn poté nastoupil na reálné gymnázium do České Lípy, ale po roce musel pro nemoc otce školu opustit. Tehdy se přihlásil na práci na blízkém statku Radkovice, aby pomohl rodičům a sourozencům v nastalém těžkém období.
Díky školnímu inspektorovi Josefu Maštálkovi se Josef Khýn dozvídá o zajímavé možnosti studovat se stipendiem na tehdejší Státní odborné škole pro průmysl sklářský v Boru u České Lípy (v současnosti Nový Bor). Rozvíjející se český sklářský průmysl v pohraničí tehdy vznesl požadavek na zřízení českého oddělení, neboť do té doby Borská sklářská škola vychovávala výhradně německy mluvící žactvo. Tehdy byl povolán ministerstvem školství český profesor Jaroslav Václav Holeček a založil na škole české oddělení zaměřené na umělecké zpracování skla.
Josef Khýn byl v roce 1935, díky svému výtvarnému nadání, na školu přijat a získal stipendium. Pod vedením profesora Holečka se seznámil s uměleckou prací ve sklářství a taktéž se podílel na realizaci některých jeho projektů. Po roce studií přišel na školu nový žák Stanislav Libenský, se kterým se Josef Khýn brzy spřátelil. Toto přátelství oba provázelo po celý život. Stanislav Libenský byl taktéž později za svědka Josefu Khýnovi na svatbě.
V březnu 1938 umírá Josefu Khýnovi otec, ale sklářskou školu úspěšně absolvoval 22. června 1938.
Vrátil se domů do Bezdědic a začal se poohlížet po pracovních příležitostech.
Josef Khýn se pokusil o studium na Uměleckoprůmyslové škole v Praze (UMPRUM) a tak v červnu 1938 dělá talentové zkoušky. Dozvídá se, že uspěl avšak na výsledkové tabuli je uvedeno 5 žáků, včetně Josefa Khýna, kteří musí vyčkat na nástup do doby než se najde nástupce po zemřelém profesoru Josefu Drahoňovském.
Po 10. říjnu roku 1938 obsadili nacisté Bezdědice a hranice protektorátu posouvají až za ves. 16.11.1938 se konají henleinovské volby. Josef Khýn jako jediný z celé vesnice volil proti henleinovcům. Volby byly tajné, ale Josefu Khýnovi předem propíchli volební lístek špendlíkem. Po volbách je fyzicky napadán a příslušníky SA deportován za hranice Sudet do Čech. Musí do Milovic, rodné obce svého otce, kde také on sám dostává domovské právo.
V nelehké situaci se na Josefa Khýna přece jen usmálo štěstí. Od JUDr. Kaprase, tehdejšího ministra školství, dostává dopis, že 1.2.1939 může nastoupit na UMPRUM do ateliéru užité malby a výtvarné práci ve skle profesora Jaroslava Václava Holečka. Profesor Holeček byl po anexi českého pohraničí přinucen sklářskou školu v Novém Boru opustit a přesunul se právě na Uměleckoprůmyslovou školu do Prahy. Josef Khýn se znovu setkává se svým profesorem ze střední školy a navíc do stejného ateliéru přichází i kamarád Stanislav Libenský. Josef Khýn se seznamuje s novým spolužákem René Roubíčkem.
První měsíc však byl pro Josefa Khýna krutý. Nebylo kde bydlet a tak chvilku přespával u strýce Stanislava Libenského. Nakonec díky známému, který kontaktoval organizaci Národní pomoc (pečující o uprchlíky ze Sudet) dostal stipendium a přidělené bydlení ve Švehlově koleji v Praze. Josef Khýn dostal na koleji funkci správce noclehárny. Do ní chodili přespávat bývalí žáci, když měli jednání v Praze. Po 15.3.1939 předal ředitel kolejí Josefu Khýnovi klíč od místnosti, kam budou mít přístup jen návštěvníci pod čísly a tajně. 25.3.1939 do ubytovny vtrhla skupina mužů a za zpěvu národních písní začali přesvědčovat studenty, aby s nimi šli do zahraničí, kde se formují české legie. Josef Khýn hned věděl o koho se jedná a ředitel ho požádal, aby o celé akci pomlčel. Po dobu této funkce ubytoval 270 návštěvníků, mezi nimi i piloty. Josef Khýn se Stanislavem Libenským dostali pokoj č. 101 v prvním poschodí.
15. března 1939, vlajky visí na půl žerdi. Khýn s Libenským se nejprve domnívali, že zemřel president Hácha. Začala však německá okupace zbytku Československa. Šli se podívat na Václavské náměstí. Prahou pochodovala vojska nacistického Německa. Celý národ trpěl. Na fotografii, Která je často z této doby reprodukována, je i Josef Khýn se Stanislavem Libenským.
28. října 1939 se v Praze shromáždila studentská demonstrace u sochy sv. Václava. Zpívali písně sv. Václave, Hej Slované a pod. Přišli policisté a začali studenty rozhánět. Tu se přidali i ostatní Pražané. Volalo se „ať žije republika, Němci ven". Khýn a Libenský skončili u Palackého sochy. Policie chytala a naháněla lidi do autobusů. Khýna i Libenského jeden mladý policajt propustil. Později začala střelba, byl raněn student Jan Opletal, který později svému zranění podlehl.
17. listopadu 1939 v půl páté ráno vtrhly jednotky SS a Gestapa do Švehlovy koleje a všechny studenty zahnali do přízemí do kina Academia. Odtud byli po 20 nakládáni do zakrytých aut a odváženi do kasáren v Ruzyni. Tam se přišel podívat i K. H. Frank. Studenty rozdělili do dvou skupin. Těm, kterým bylo méně než 20 let, byli vyhnáni na pole okolo Ruzyně a museli se vrátit do Prahy pěšky. Studentům nad 20 let, do této skupiny patřil i Josef Khýn, museli zůstat a druhý den ráno museli odpochodovat na vlakové nádraží. Studenty naložili do nákladních vagónů a odvezli je do koncentračního tábora Sachsenhausen. Zde dostali oblečení po německých hasičích. Na jednom baráku bylo 300 lidí. Na dva slamníky, tři nocležníci. Josef Khýn dostal vězeňské číslo 15005. V koncentračním táboře se seznámil s mnoha spoluvězni například JUDr. Ivan Sekaninou, Antonínem Zápotockým. Spoluvězeň JUDr. Josef Danys ze Skalice u České Lípy na Josefa Khýna vzpomíná "Josef Khýn mi imponoval velice tím, jak dovedl nám všem krátit volné chvilky živě vypravováním o životě sklářů a vůbec o sklářství, o výrobě i zušlechťování skla. Vykládal odborně, protože byl studentem na UMPRUM".
Josef Khýn byl z koncentračního tábora Sachsenhausen propuštěn 21.12.1940 ve skupině 50 lidí. Cesta domů trvala tři dny. Nejprve však vyhledal lékařskou pomoc na klinice Dr. Hellera, neboť byl nervově zhroucen. Zastavil se i v Praze na UMPRUM, ale Štědrý den již trávil v Sudetech tajně doma u své matky v Bezdědicích. Zde se skrýval do 1.2.1941, tehdy začínal další školní semestr. Tři semestry díky uvěznění zmeškal a tak chtěl nejdříve školy zanechat, nakonec se však rozhodl studium dokončit. Švehlovu kolej však zabrali němečtí studenti.
Josef Khýn se stal na UMPRUM velmi populární, neboť všem líčil strasti pobytu v Sachsenhausenu. Byl zván do rodin Pečínky, Nebeského, Štipla, Janáka. To byli členové spolku Mánes. Jejich zásluhou se o něm dozvěděl i bývalý tajemník Domoviny dr. Sedláček. Ten spolu s tajemníkem České národní rady dr. Jankovským se postarali o jeho oblečení a dostal i stipendium 200 Kč měsíčně. Celá záležitost byla konspirační. Josef Khýn se účastnil schůzky s Klubem zahraničních krajanů a podal zprávu o životě studentů v koncentračním táboře. Rozhořčení přítomní se usnesli sestavit rezoluci, kterou ministr Havelka předal příslušným úřadům a na základě toho také prezident Hácha žádal německé úřady o propuštění studentů.
Stanislav Libenský vzal Josefa Khýna jako spolubydlícího do Vratislavovy ulice č.28 k Václavu Strakovi, který pracoval jako řezník na jatkách. Pan Straka kradl maso a to pak Khýn s Libenským rozváželi rodinám, kde byl někdo uvězněný. Vše organizovala paní Hrabálková.
Josef Khýn se také odvažoval přecházet protektorátní hranice a setkával se tak s rodinou a spolužáky. Těm vysvětlil, že pro budoucnost bude potřebovat různé zprávy o dění v Sudetech. Prakticky tak založil ilegální skupinu Mladých a svým zástupcem jmenoval Františka Kryštofa z nedaleké obce Nosálova.
30. června 1944 Josef Khýn úspěšně UMPRUM v Praze absolvoval a na doporučení profesora Jaromíra Pečírky byl přijat do spolku výtvarných umělců Mánes.

### Pedagogické působení
Po skončení války a odsunu sudetských Němců z pohraničí, bylo třeba zabezpečit chod uměleckých sklářských škol. Týkalo se to především sklářských škol v Kamenickém Šenově a v Železném Brodě.
Josef Khýn se rozhoduje pro pedagogickou činnost a proto zasílá žádost na ministerstvo školství a osvěty. 28. července 1945 obdrží z ministerstva dekret ve kterém je jmenován s účinností od 1. srpna 1945 smluvním profesorem průmyslových škol a odborných škol pro jednotlivá odvětví průmyslu a to na státní odborné škole sklářské v Kamenickém Šenově. Dále byl pověřen k zajištění návrhů na učitelský sbor, přijímání nových žáků a technicky zabezpečit provoz školy. Slavnostní otevření se konalo 22. září 1945. První třída měla 16 žáků. Odbornými učiteli byli jmenováni René Roubíček a Hudík.
Josef Khýn předal 1.11.1945 sklářskou školu prvnímu českému poválečnému řediteli, sochaři a rytci drahokamů Ladislavu Havlasovi .
První byt si zařídil Josef Khýn s manželkou Marií na náměstí v Kamenickém Šenově. Zde se narodila dcera Marie a po roce 1948 zakoupili dům v Lidické ulici č. 811.
Josef Khýn nechtěl vstoupit do KSČ (zůstal bezpartijní po celý život) a proto mu v období čistek po 25. únoru 1948 hrozilo propuštění a vystěhování celé rodiny z bytu a to i přes velké zásluhy a utrpení v koncentračním táboře. Studenti se však za svého profesora nekompromisně postavili. Josef Khýn byl proto následně sledován a v třídní knize nalézal stále přihlášku do KSČ od profesorů Roubíčka a Hudíka.
V roce 1952 byla sklářská škola v Kamenické Šenově nesmyslným rozhodnutím zrušena. Josef Khýn byl přeložen na vyšší průmyslovou školu sklářskou v Železném Brodě. Po roce se však vrátil do Kamenického Šenova a od 1. září 1953 nastoupil jako učitel na zdejší osmileté základní škole. Vyučoval výtvarnou výchovu, matematiku a taktéž tělesnou výchovu.
Naštěstí se našlo na Krajském národním výboru několik rozumných lidí a tak byl Josef Khýn 23. května 1957 znovu pověřen přípravnými pracemi k zahájení vyučování 1. ročníku průmyslové školy sklářské v Kamenickém Šenově. Škola však podléhala ředitelství průmyslové školy sklářské v Novém Boru. Vyučování bylo zahájeno 1. září 1957. Josefu Khýnovi se podařilo přivést pro rozvoj školy mnoho sklářských odborníků a pedagogů, zároveň jako vedoucí malířského oddělení se stal spolutvůrcem rozkvětu školy.
15. prosince 1961 byl Josef Khýn jmenován s účinností od 1. září 1961 do funkce ředitele na střední sklářské škole v Kamenickém Šenově a škola se osamostatnila.
Za působení ředitele Josefa Khýna (1962–1969) nastal zlatý věk všestranného rozvoje školy.
Josef Khýn začal jednat o přeměnu bývalé budovy muzea v druhou školní budovu a tím vlastně vytvořil potřebné předpoklady pro modernizaci školy.
Došlo k rozšíření studijních sklářských oborů, konstrukce a tvorba osvětlovadel a oddělení rytí skla.
Byla pořádána výstava ke 110. výročí založení školy v muzeu skla a bižuterie v Jablonci nad Nisou.
Navázána byla spolupráce školy s ředitelstvím Průmyslu užitkového skla v Novém Boru a ředitelstvím Lustrů v Kamenickém Šenově.
29.4.1967 přebírá Josef Khýn pro sklářskou školu státní vyznamenání Řád práce.
Na školu přicházejí vynikající profesoři a učitelé odborných, teoretických i praktických předmětů, Stanislav Kučera, Bohumil Čabla, Vítězslav Dědek, Milan Cabejšek, Petr Malý, Karel Rybáček, Pavel Werner, Josef Kochrda, Václav Hubert, Emanuel Černý.
Všichni oceňovali jeho pracovitost a pedagogický sbor stmelující družnost.
Po vpádu varšavských vojsk do Československa 21. srpna 1968 se Josef Khýn jakožto zásadový a čestný člověk postavil za revoltující studenty. Tento postoj vedl posléze k odvolání z funkce 30. dubna 1970. Jednalo se s určitostí jen o záminku, neboť bezpartijního ředitele nemohli normalizátoři potřebovat.
Za zmínku stojí vzpomínka Ivo Rozsypala (žáka a sklářského výtvarníka) "Byl to hodný, laskavý a bezelstný člověk a myslím, že ho proto měli všichni rádi. Tvářil se jako diplomat, ale nám bylo jasné, že jím není, že ho obtížné manévrování v problematické době stojí hodně sil"
Josef Khýn na sklářské škole zůstal jako učitel výtvarných předmětů. V roce 1977 odešel do důchodu, ale i přes zhoršující se zdravotní stav učil na škole do roku 1982 jako externista.
V roce 1982 se přestěhoval k dceři do Nového Boru. Ztráta kontaktu se školou byla pro něj těžká, proto byl velice rád, když ho navštěvovali jeho kolegové i žáci, například Karel Rybáček, Milan Cabejšek či Vladimír Klein.
Často byl také zván na besedy do základních škol, kde žákům vyprávěl o studentských událostech roku 1939 a jeho strastech v koncentračním táboře Sachsenhausen.
Roku 1986, pokud zdraví umožňovalo, se Josef Khýn vrátil k výtvarné práci. Tehdy maloval ornamenty na renovovaný selský nábytek. Navrhl vlastní zdobný ornament navazující na lidovou tvořivost 19. století.
Potěšilo ho, že se i jeho vnuk rozhodl v roce 1988 studovat na šenovské sklářské škole, připravoval ho na talentové zkoušky a tak se vlastně stal jeho posledním žákem.
Neustále se rád vracel do své rodné obce Bezdědice, kde i zakoupil v roce 1967 zemědělský objekt, který se svou rodinou přebudoval na chatu.
Měl velkou radost, že se dožil pádu komunismu. Zemřel po těžké a vleklé nemoci dne 25. prosince 1993 v Novém Boru a pochován je na hřbitově v rodných Bezdědicích.
Za své zásluhy, po pádu totalitního režimu, byl Josef Khýn kolektivem pedagogů jmenován čestným ředitelem Střední uměleckoprůmyslové školy v Kamenickém Šenově.
Mezi jeho žáky patří například významní sklářští umělci Ladislav Oliva, Václav Hubert, František Koudelka, Jiří Šuhájek, Vladimír Klein, Ivo Rozsypal a další.

## Galerie

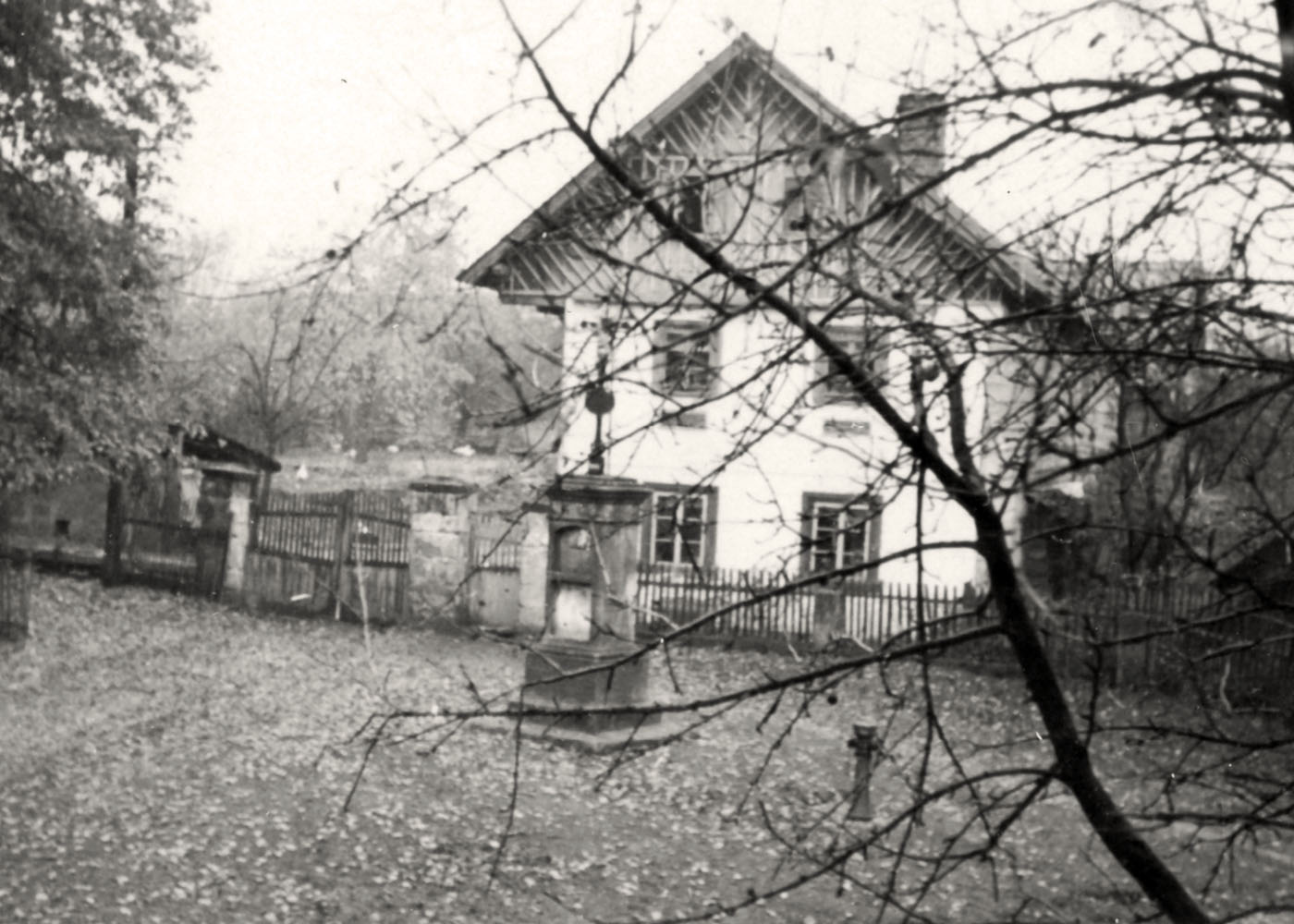
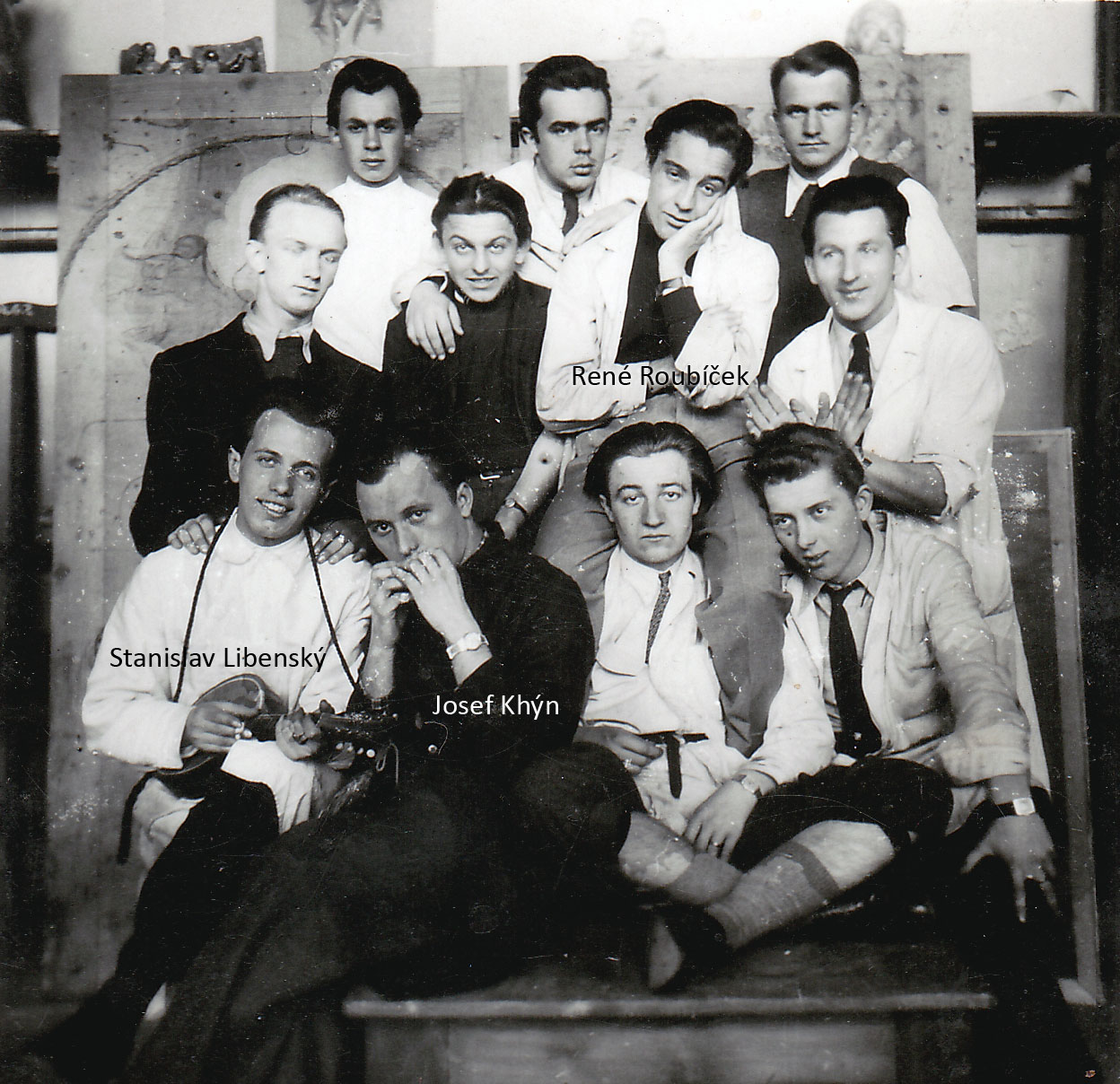
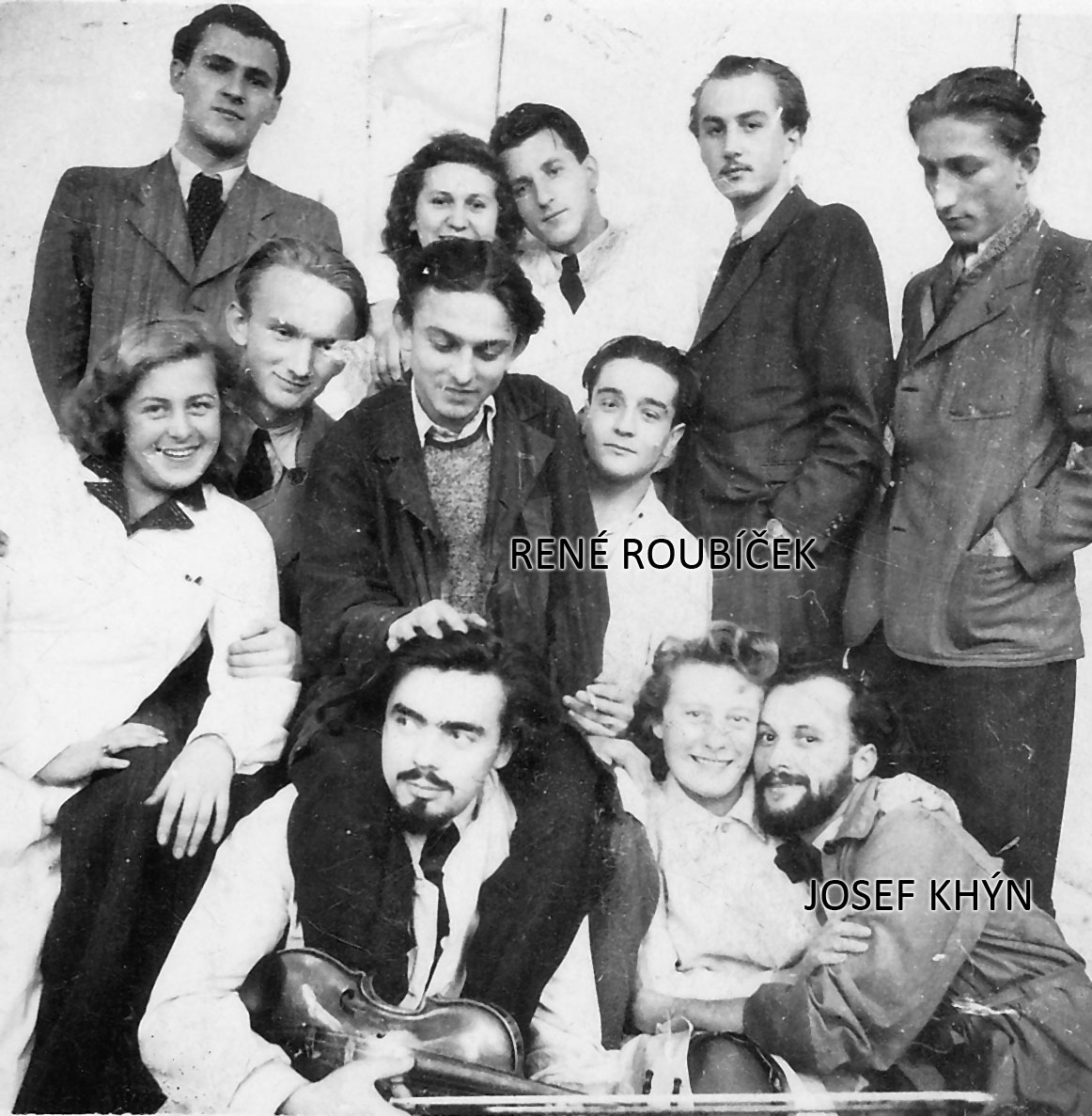
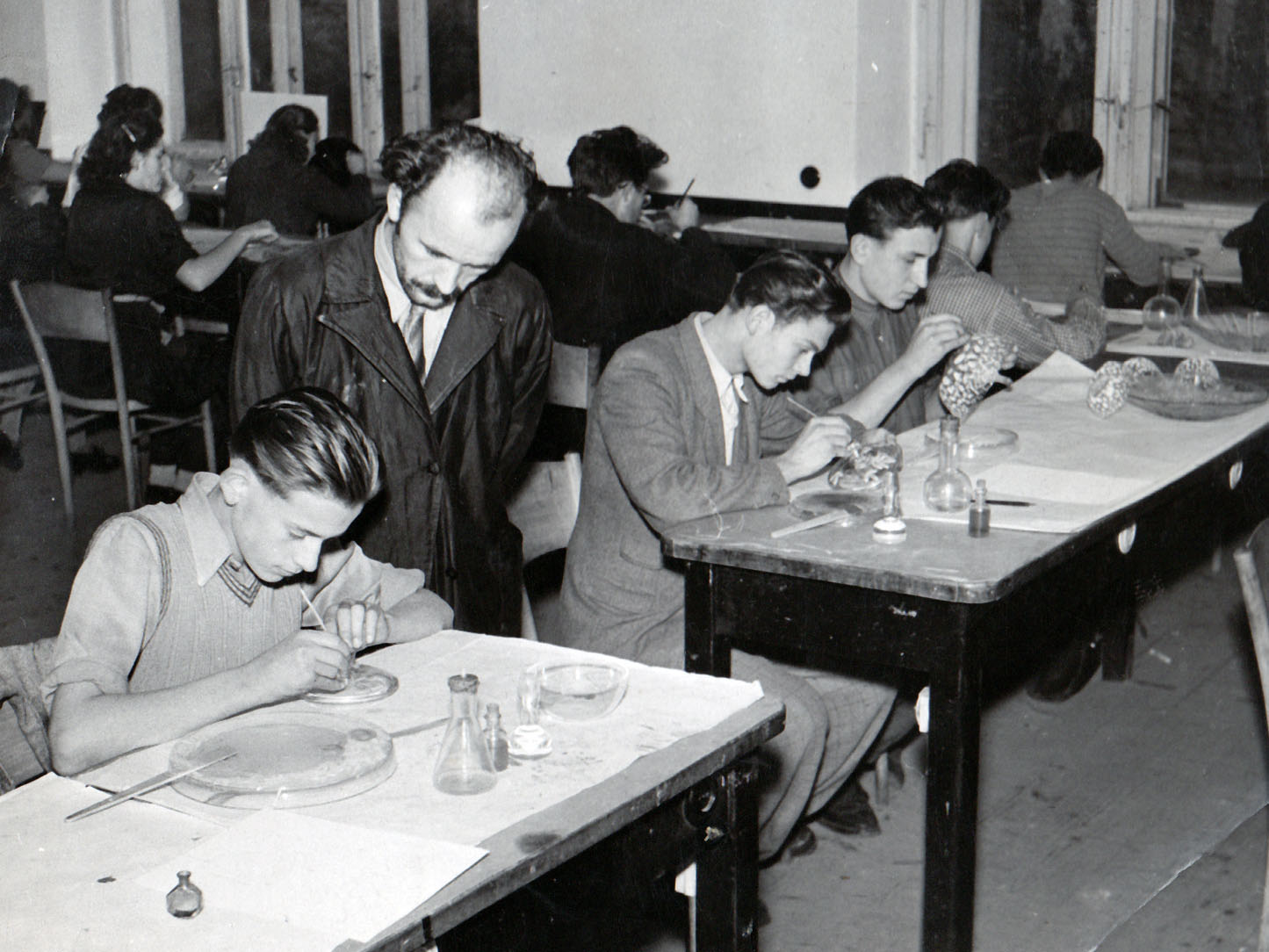
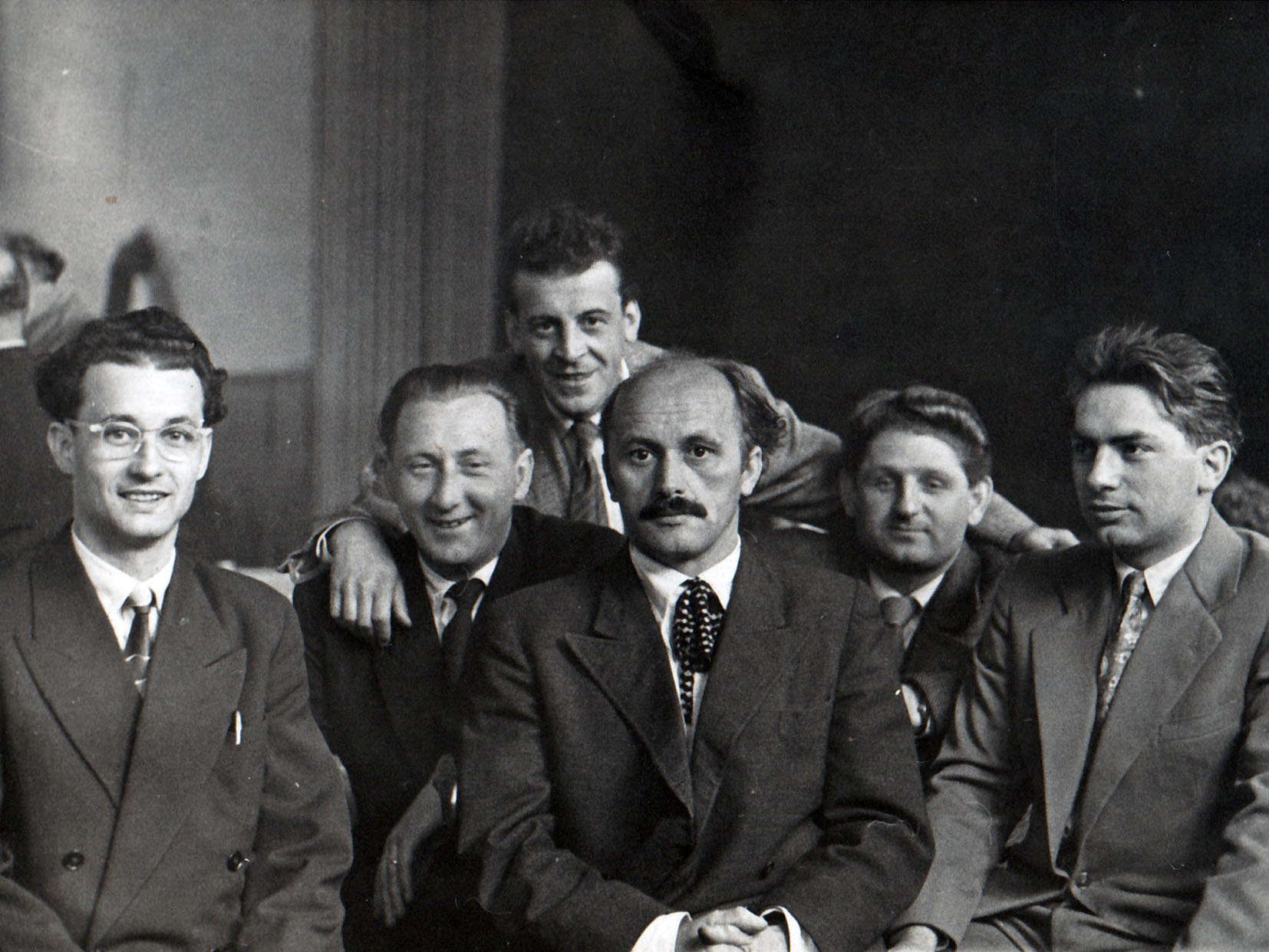
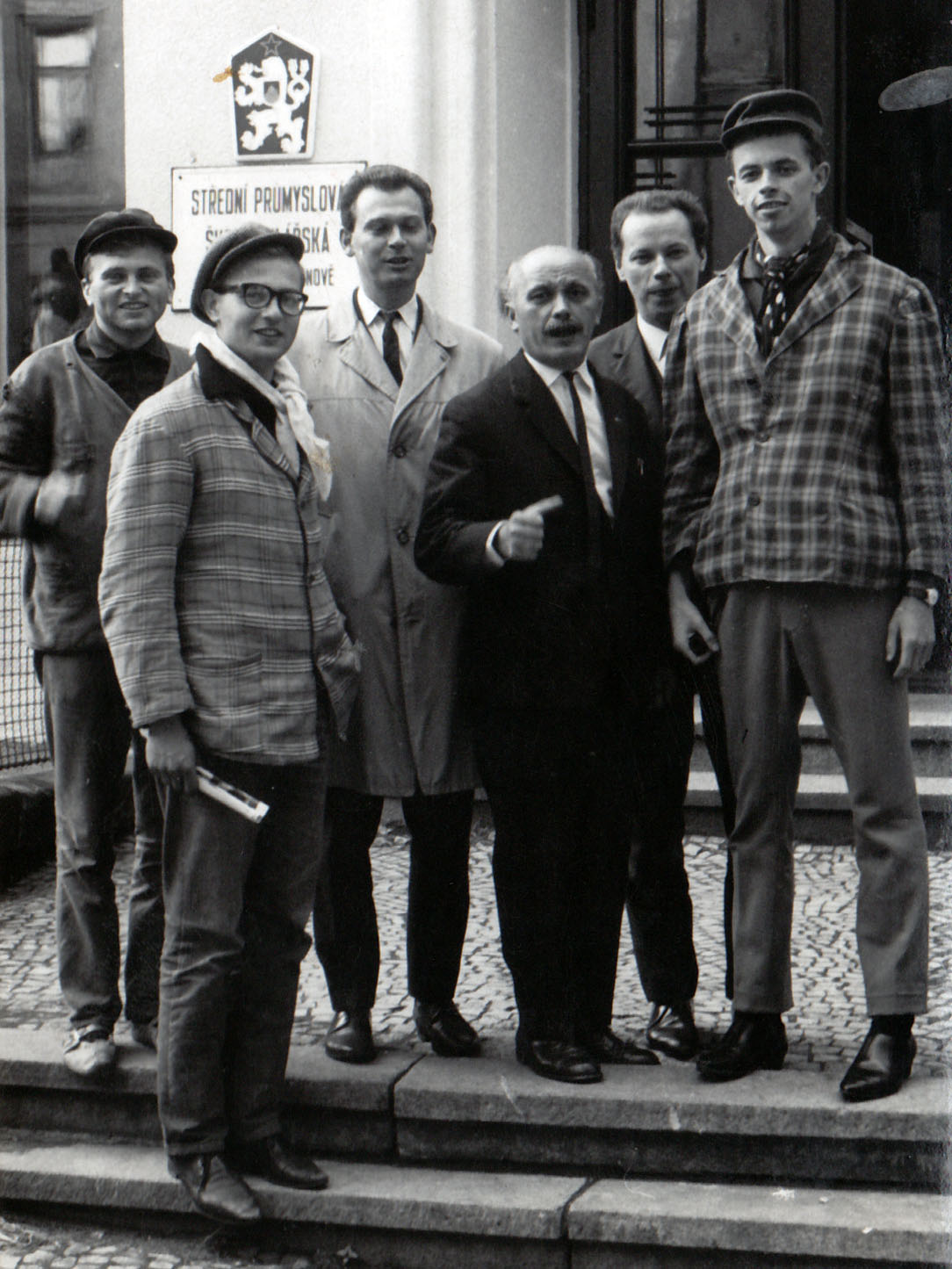
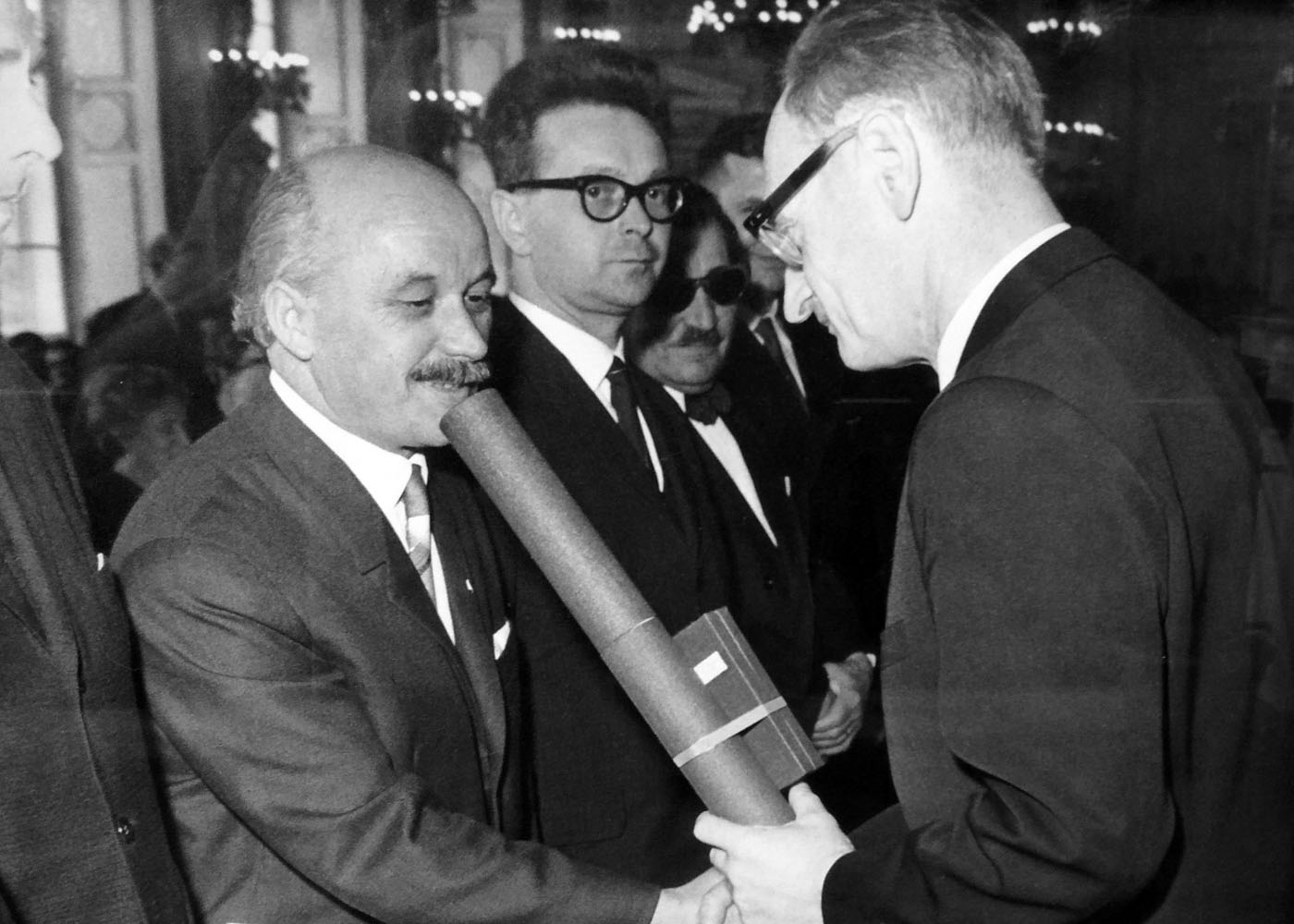
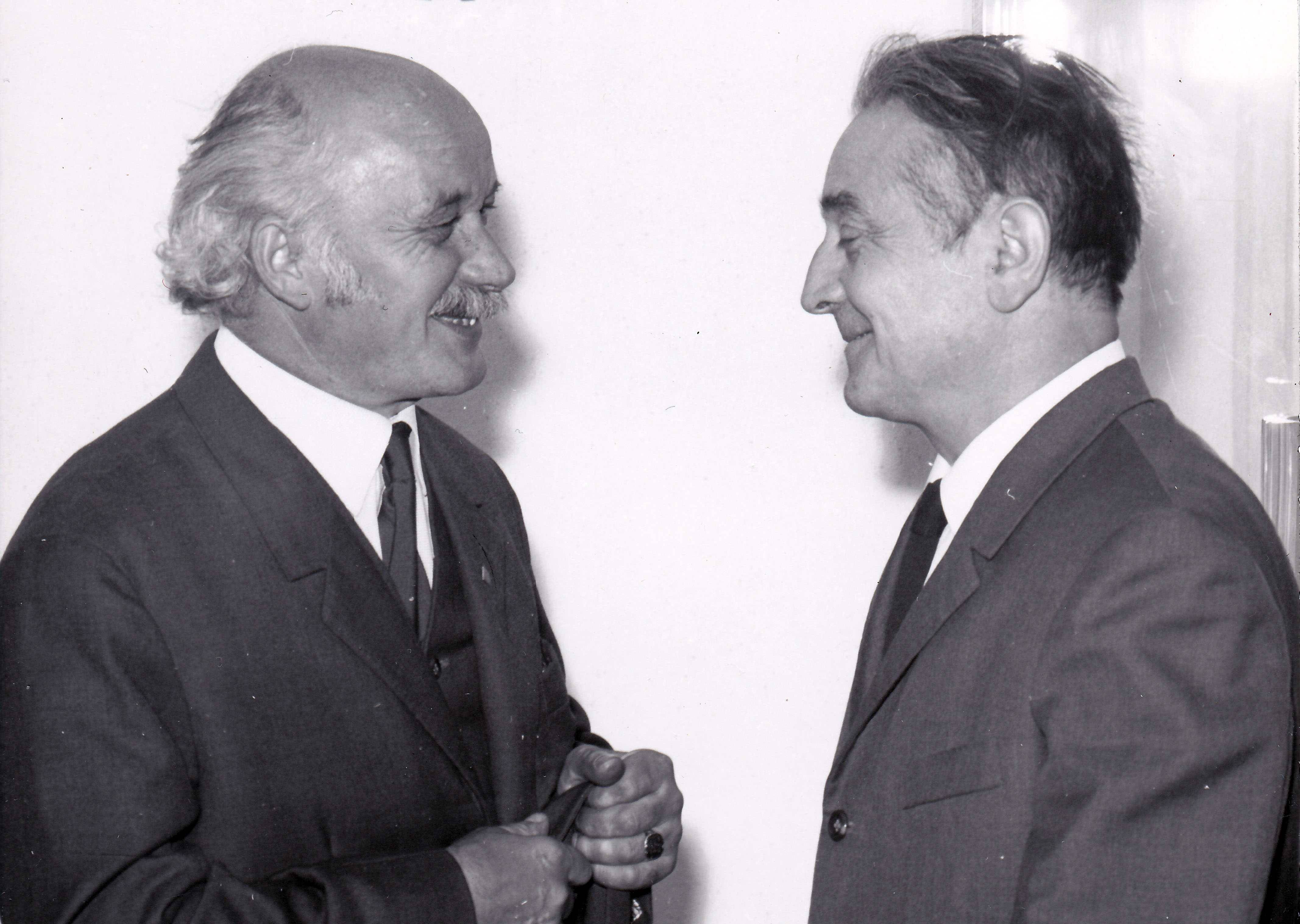
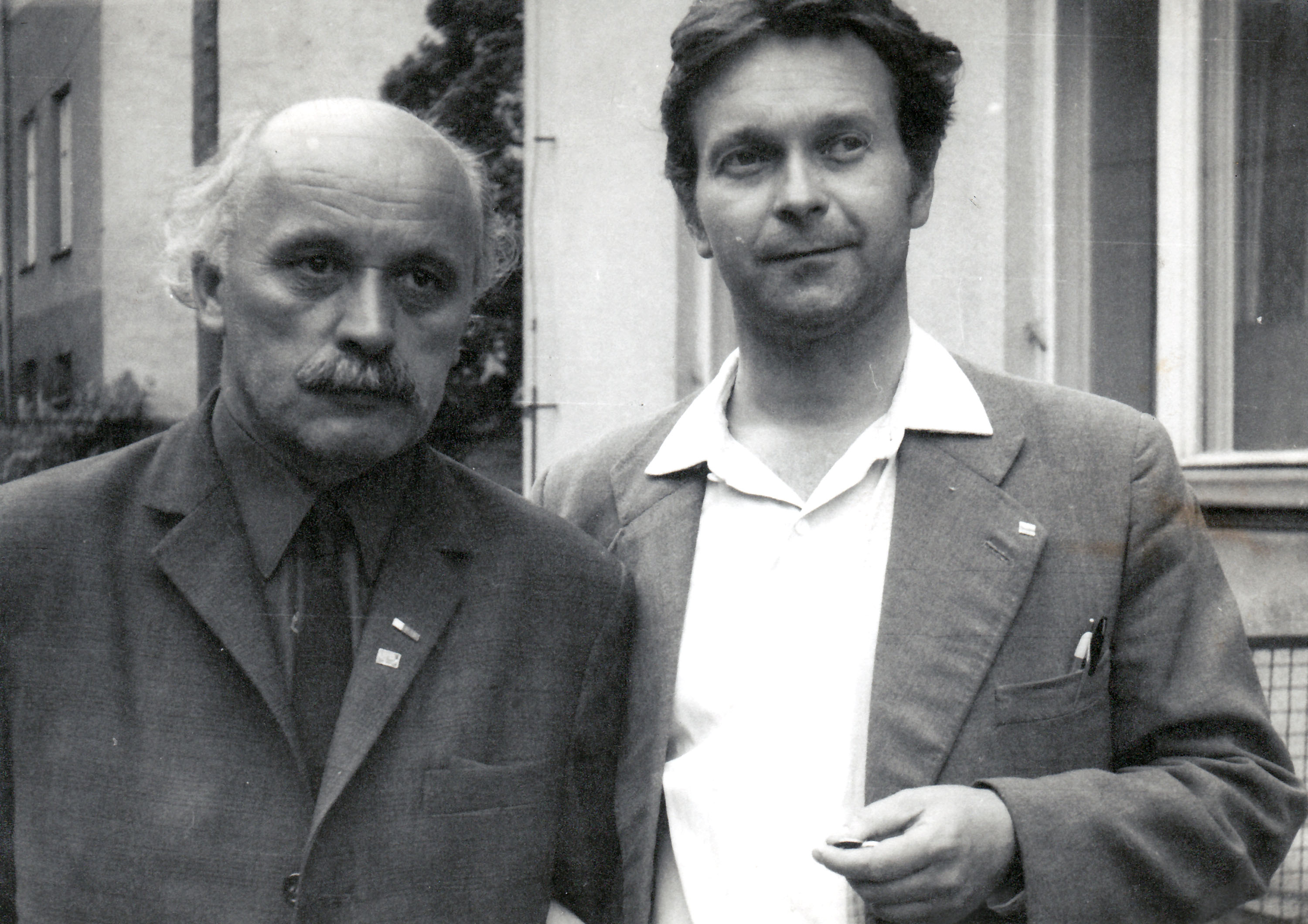
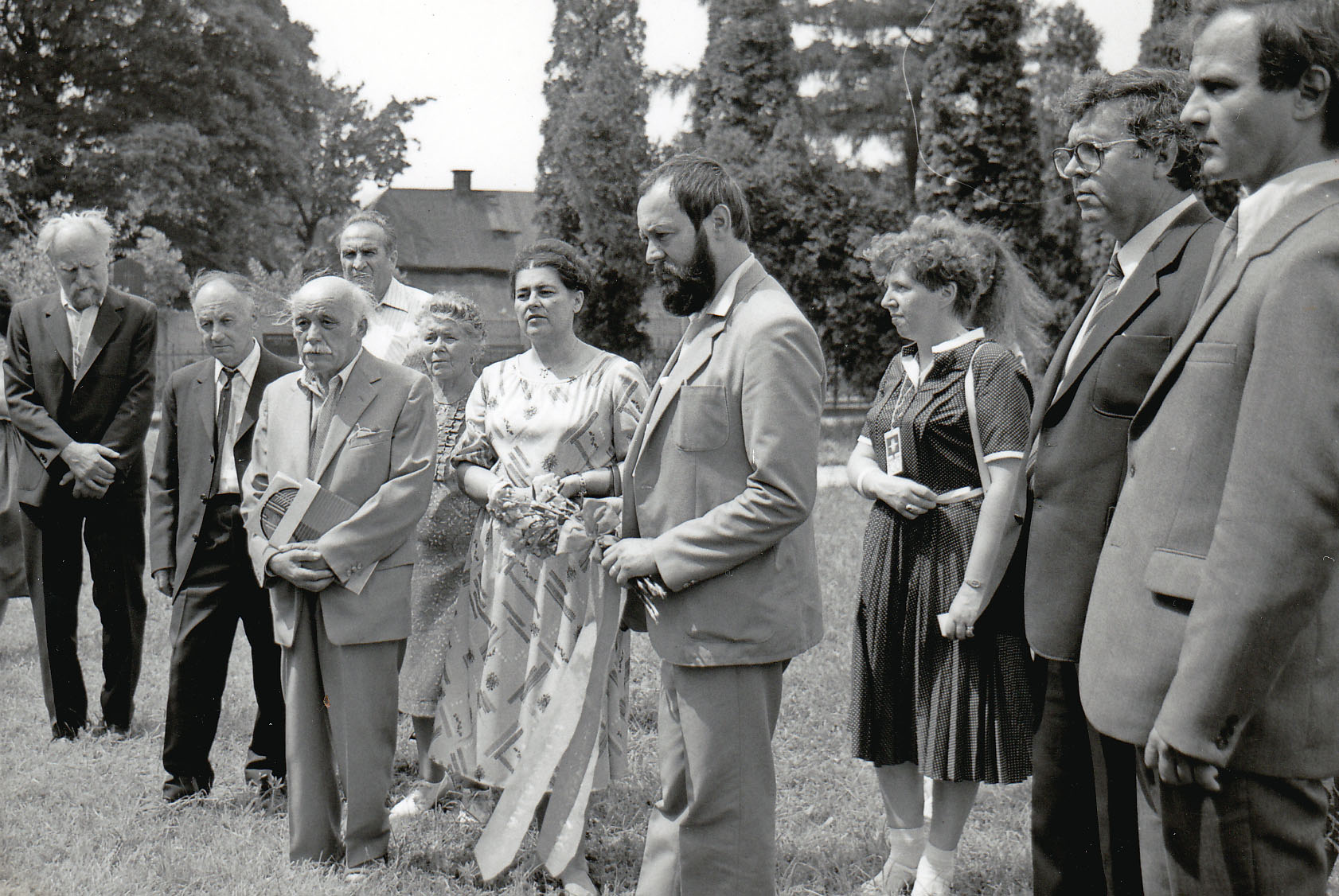
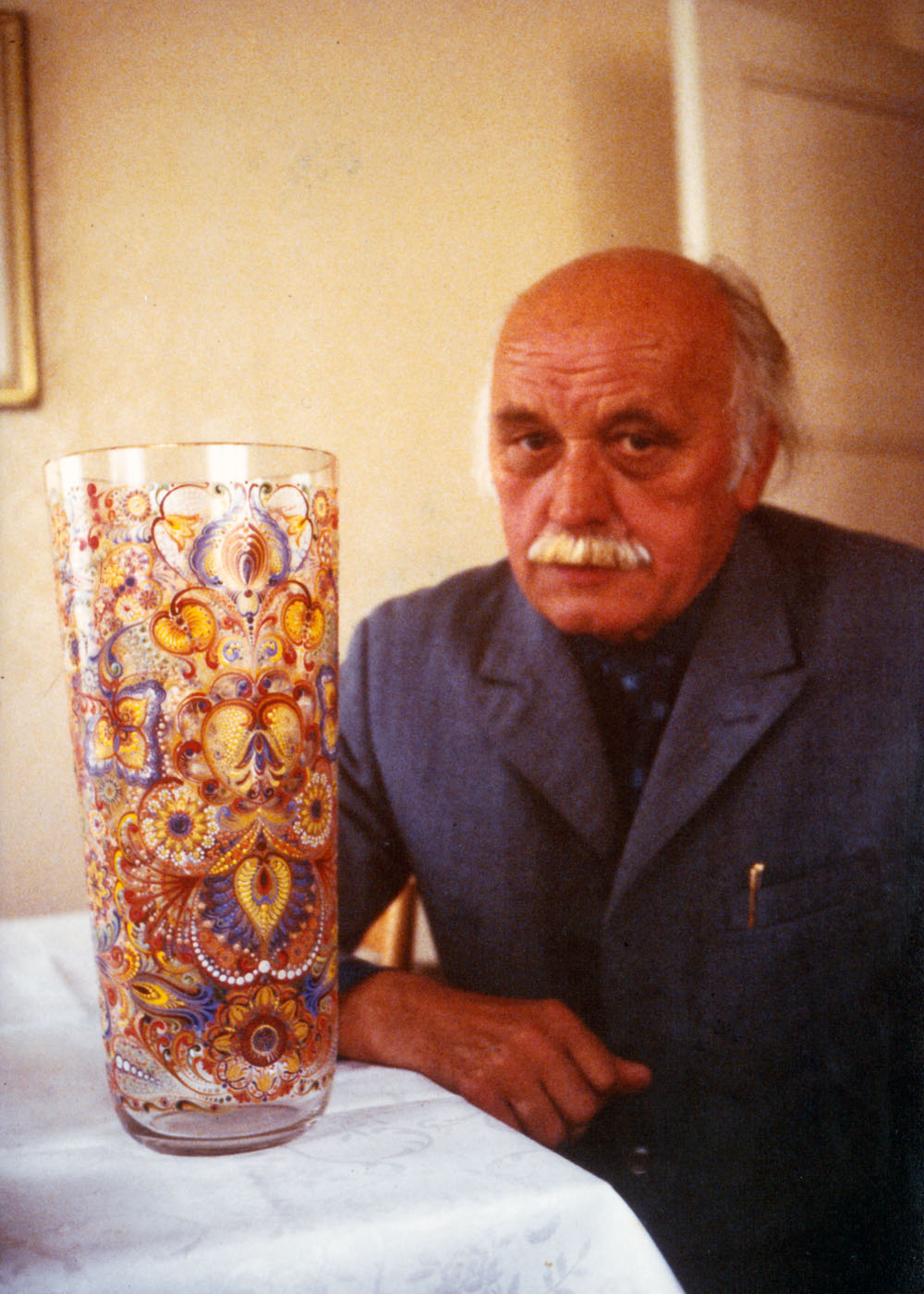
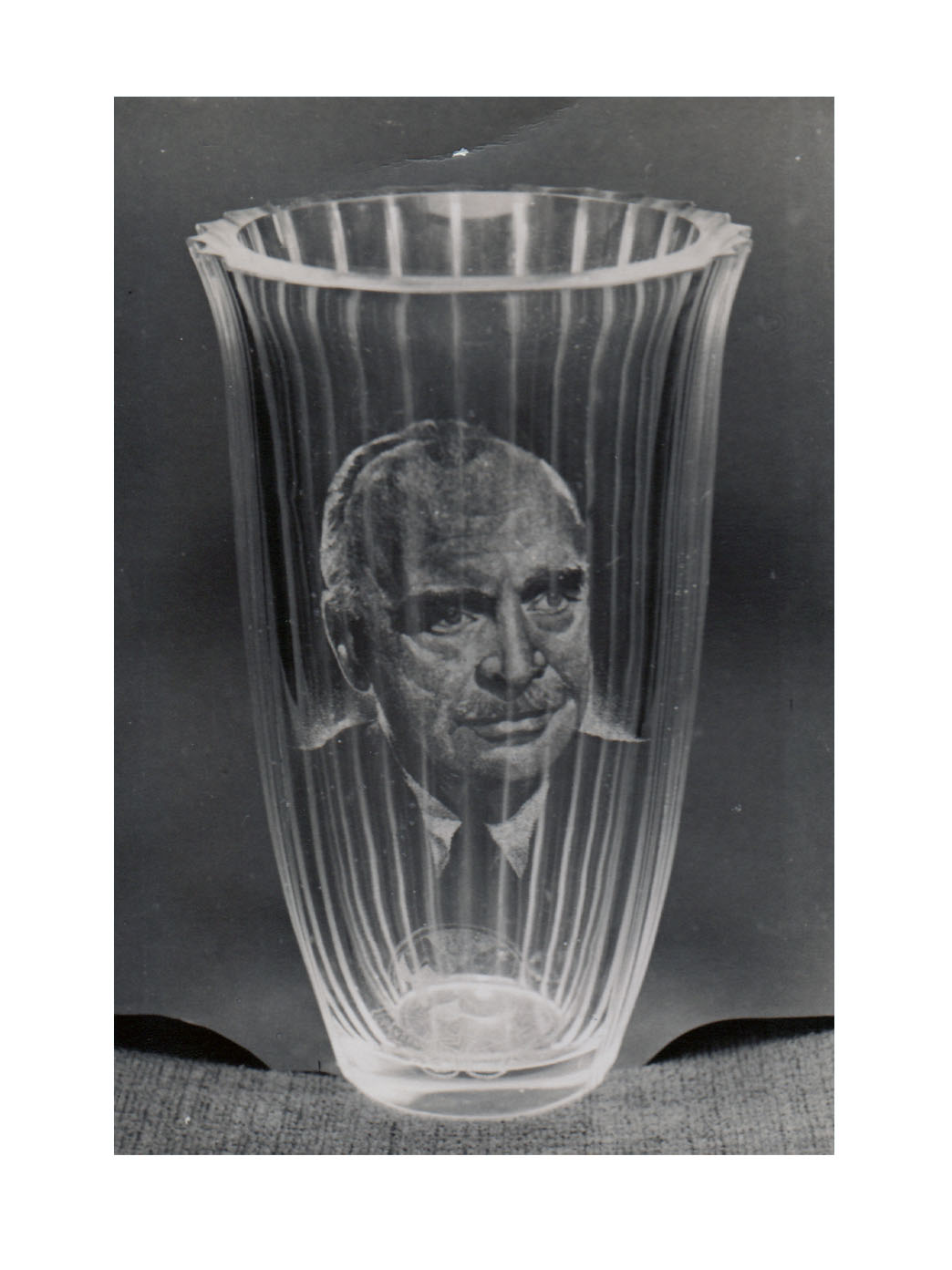
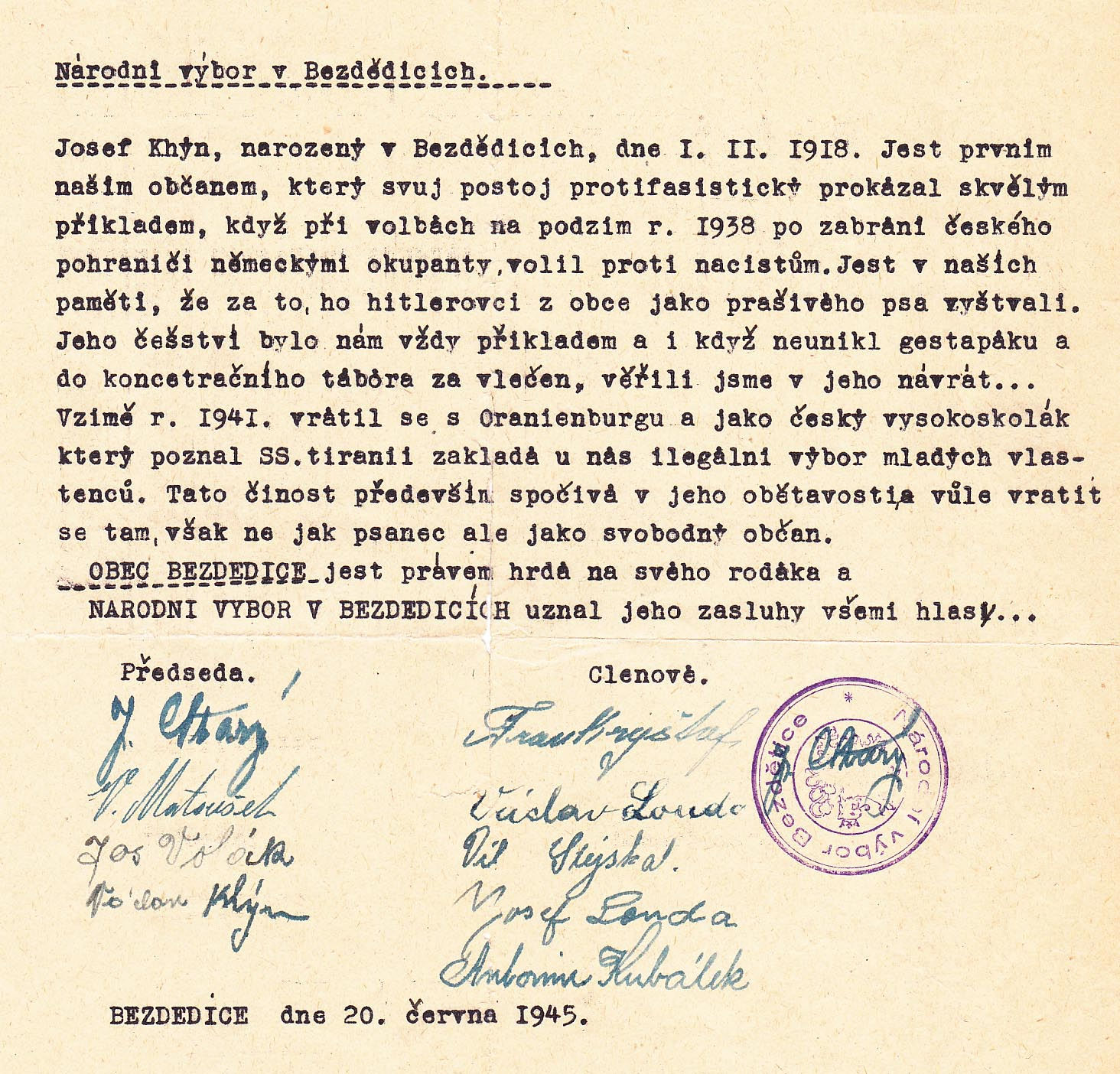
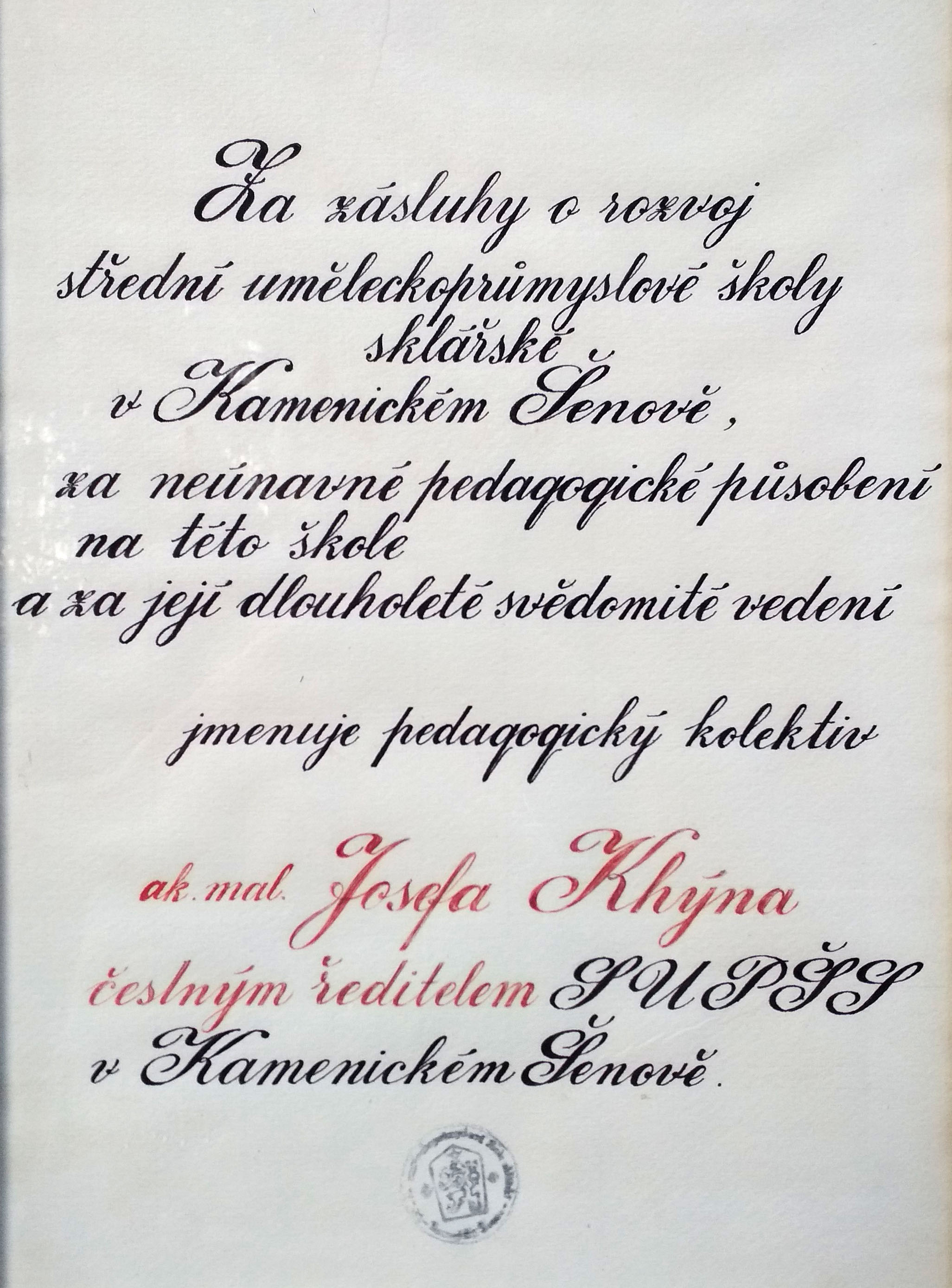